# Kanklininkas
Kanklininkas, česky Hráč na kanklės, je netradiční žulová skulptura symbolicky zpodobňujíci staršího muže - muzikanta hrajícího na litevský hudební nástroj kanklės (druh citery). Nachází se na levém břehu řeky Neris u hradu Kaunas a plastiky Voják svobody ve čtvrti Senamiestis (Staré město) krajského města Kaunas v Kaunaském kraji v Litvě. Autorem díla, které vzniklo v roce 1968 v období Sovětského svazu, je litevský sochař Robertas Antinis (1898-1981). Kanklinas je instalován na ohraničeném trávníku doplněném tvarovanými obrubníky. Trávník i obrubníky mají půdorysný i prostorový tvar nástroje kanklės.